# 孟金陵
孟金陵（1948年—），汉族，中华人民共和国政治人物、第十一届全国政协委员。
加入中国民主同盟，担任华中农业大学植物科技学院油菜研究室主任。2008年，当选第十一届全国政协委员，代表农业界，分入第三十九组。